# ExpertaSYS
Predefinição:Info/empresa
ExpertaSYS é um software brasileiro de gestão da qualidade voltado para empresas que buscam adequação à norma ISO 9001. A plataforma utiliza recursos de inteligência artificial nativa na automação de processos de qualidade, controle documental e monitoramento de indicadores.

## Histórico
A Experta Corporate foi fundada em 2016, no Brasil, com o objetivo de oferecer uma soluções para o mercado de gestão da qualidade. Ao longo dos anos, a empresa expandiu sua atuação, criando o ExpertaSys para atender diferentes setores da economia,  tanto em pequenas quanto grandes organizações.

## Funcionalidades
O software reúne recursos voltados para:
- Gestão de documentos e registros da ISO 9001;
- Automação de fluxos de aprovação e auditoria interna;
- Monitoramento de não conformidades e planos de ação corretiva;
- Dashboards e relatórios de desempenho em tempo real;
- Utilização de algoritmos de inteligência artificial para análise preditiva e apoio à tomada de decisão.

## Reconhecimento
A plataforma foi mencionada destacando-se pelo uso de inteligência artificial em softwares de gestão da qualidade no Brasil.